# Southern Amateur
Het Southern Amateur is een jaarlijks golftoernooi voor amateurs.
De eerste editie was in 1902 en in 2007 werd de 100ste editie gespeeld. De organisatie is in handen van de Southern Golf Association. De formule was matchplay, maar werd in 1964 omgezet in strokeplay.
Sommige winnaars zijn later beroemde professionals geworden zoals drievoudig winnaar Bobby Jones, die in 1930 de Grand Slam won.

## Toernooirecords
- 275: Dale Morey (1964)
- 273: Ben Crenshaw (1974)
- 270: Justin Leonard (1993)

## Winnaars
| Matchplay - 1902: A.F. Schwartz - 1903: A.W. Gaines - 1904: Andrew Manson - 1905: Andrew Manson - 1906: Leigh Carroll - 1907: Nelson Whitney - 1908: Nelson Whitney - 1909: J.P. Edrington - 1910: F.G. Byrd - 1911: W.P. Stewart - 1912: W.P. Stewart - 1913: Nelson Whitney - 1914: Nelson Whitney - 1915: C.L. Dexter - 1916: R.G. Bush - 1917: Bobby Jones - 1918: Eerste Wereldoorlog - 1919: Nelson Whitney - 1920: Bobby Jones - 1921: Perry Adair - 1922: Bobby Jones - 1923: Perry Adair - 1924: Jack Wenzler - 1925: Glenn Crisman - 1926: R.E. Spicer Jr - 1927: Harry Ehle - 1928: Watts Gunn - 1929: Sam Perry - 1930: R.E. Spicer Jr | - 1931: Chasteen Harris - 1932: Sam Perry - 1933: Ralph Redmond - 1934: Fred Haas - 1935: Bobby Riegel - 1936: Jack Munger - 1937: Fred Haas - 1938: Carl Dann Jr - 1939: Bobby Dunkelberger - 1940: Neil White - 1941: Sam Perry - 1942–45: Tweede Wereldoorlog - 1946: George Hamer - 1947: Tommy Barnes - 1948: Gene Dahlbender - 1949: Tommy Barnes - 1950: Dale Morey - 1951: Arnold Blum - 1952: Gay Brewer - 1953: Joe Conrad - 1954: Joe Conrad - 1955: Charlie Harrison - 1956: Arnold Blum - 1957: Ed Brantly - 1958: Hugh Royer Jr - 1959: Dick Crawford - 1960: Charles B. Smith - 1961: Billy Joe Patton - 1962: Bunky Henry - 1963: Mike Malarkey | Strokeplay - 1964: Dale Morey - 1965: Billy Joe Patton - 1966: Hubert Green - 1967: Vinny Giles - 1968: Lanny Wadkins - 1969: Hubert Green - 1968: Lanny Wadkins - 1970: Lanny Wadkins - 1971: Ben Crenshaw - 1972: Bill Rogers - 1973: Ben Crenshaw - 1974: Danny Yates - 1975: Vinny Giles - 1976: Tim Simpson - 1977: Lindy Miller - 1978: Jim Woodward - 1979: Rafael Alarcon - 1980: Bob Tway - 1981: Mark Brooks - 1982: Steve Lowery - 1983: Pat Stephens - 1984: Scott Dunlap - 1985: Len Mattiace - 1986: Rob McNamara - 1987: Rob McNamara - 1988: Joe Hamorski - 1989: Jason Widener - 1990: Jason Widener - 1991: Bill Brown | - 1992: Justin Leonard - 1993: Justin Leonard - 1994: Trey Sones - 1995: Lee Eagleton - 1996: Rob Manor - 1997: Ed Brooks - 1998: Kris Maffet - 1999: Edward Loar - 2000: Ryan Hybl - 2001: Cody Freeman - 2002: Lee Williams - 2003: Casey Wittenberg - 2004: Michael Sim - 2005: Webb Simpson - 2006: Kyle Stanley - 2007: Webb Simpson - 2008: Kyle Stanley - 2009: Gregor Main - 2010: Alex Carpenter - 2011: Harris English - 2012: Peter Williamson - 2013: Zachary Olsen - 2014: M.J. Maguire - 2015: Taylor Funk |